# Geoff Goodman
Geoff Goodman (* 14. Februar 1956 in New York) ist ein US-amerikanischer Jazzgitarrist.

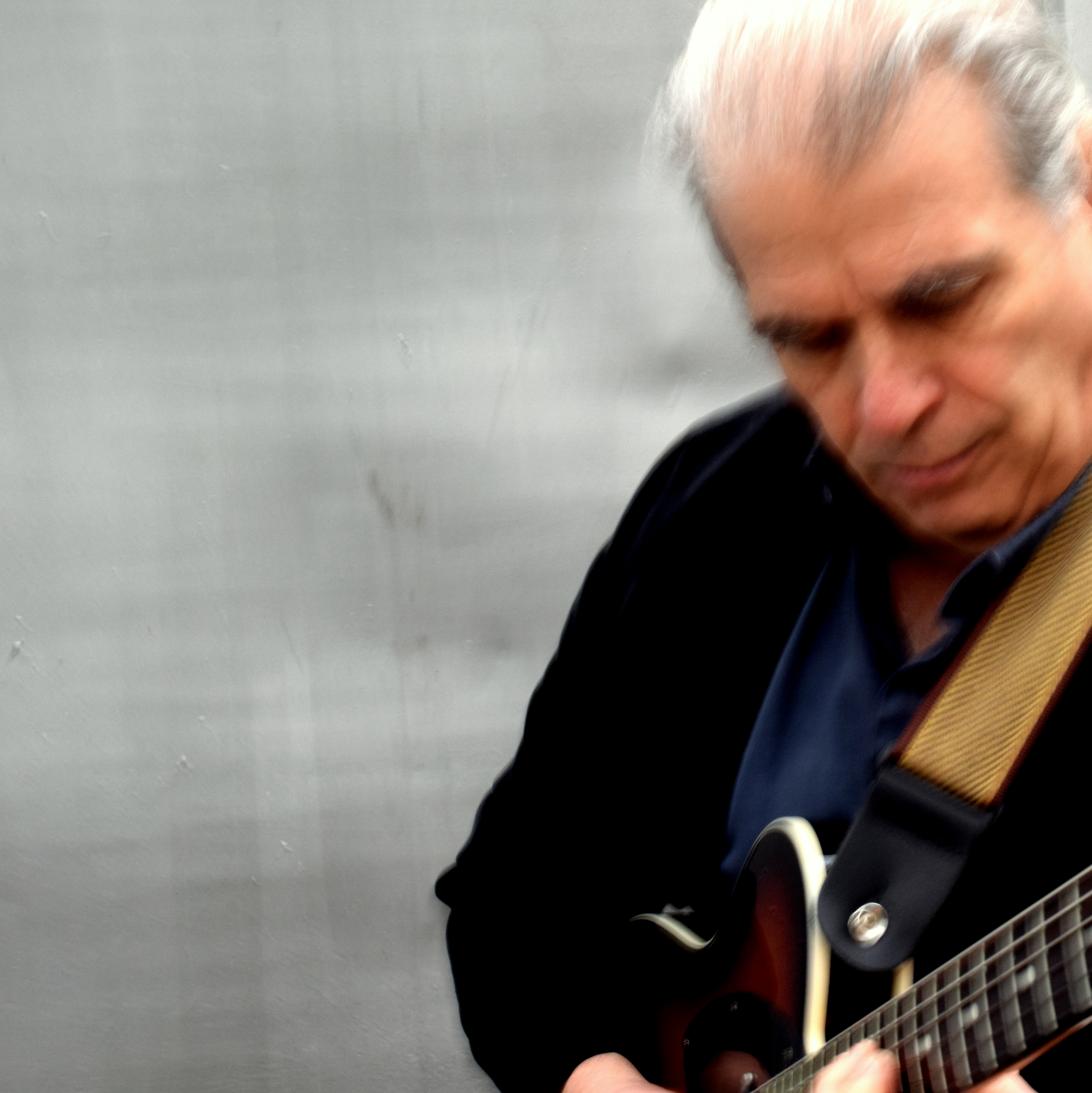
Geoff Goodman (2014)

## Leben und Wirken
Goodman hatte von 1968 bis 1974 Gitarrenunterricht am Westchester Conservatory in New York. Nach dem Highschool-Diplom an der Harrison Highschool studierte er Musik an der Boston University und der University of Massachusetts Amherst. Zu seinen Lehrern zählten John Abercrombie, Archie Shepp und Vishnu Wood (Jazz), David Reck (World Music) sowie Lewis Spratlin und Randall McCellan (Musiktheorie und Komposition).
Zwischen 1970 und 1978 trat Goodman mit verschiedenen Bands im New Yorker Raum auf. 1979 übersiedelte er nach Europa und ließ sich zunächst in Freiburg, 1986 in München nieder. Hier arbeitete er in verschiedenen eigenen Formationen, u. a. im Duo mit dem Saxophonisten Chris Hirson, der Gruppe Le Petit Chien und der Weltmusik-Gruppe Misery Loves Company. Mit der Formation Geoff Goodman’s Curiosities of Nature (mit Fjoralba Turku, Till Martin, Andi Kurz, Bill Elgart) trat er am 28. März 2012 im Münchner Studio 2 des Bayerischen Rundfunks auf. 2023 bildete er das Trio Mostly Monk mit den Bläsern Matthieu Bordenave und Rudi Mahall. Er unternahm Tourneen durch Deutschland, Frankreich und die Schweiz. Weiterhin trat er u. a. mit Charlie Mariano, Mal Waldron, Tony Lakatos, Nicolas Simion, Ed Schuller, Larry Porter, Allan Praskin, Bill Elgart, Marty Cook, Jörn Pfennig, Fjoralba Turku, Rudi Mahall, Thomas Zoller und Embryo auf.
Daneben unterrichtete Goodman von 1980 bis 1986 Jazzgitarre an der Jazz & Rock Schule Freiburg und seit 1988 Gitarre, Theorie und Ensembleleitung am Jazzprojekt des Freien Musikzentrums München.

## Diskographische Hinweise
- Hirson & Goodman mit Chris Hirson, 1987
- Paint It Blue mit Chris Hirson, 1992
- Before & After, mit Chris Hirson, 1992
- Nudism mit Chris Hirson, Henning Sieverts, Peter Perfido, 1994
- Human Lives mit Chris Hirson, 1992
- Le Petit Chien: mit Gunnar Geisse, Frank Möbus, Henning Sieverts, Peter Perfido, 1999
- Songs of Charles Ives and other American Songs mit Alison Welles, Henning Sieverts, Bill Elgart, 2000
- Naked Eye mit Felix Wahnschaffe, Rudi Mahall, Henning Sieverts, Peter Perfido, 2000
- Misery Lover Company: Ajar mit Sakis Stratopoulos, Till Martin, Manolo Diaz, Shankar Lal, 2002
- Tall Tales and Dreams mit Felix Wahnschaffe, Rudi Mahall, Henning Sieverts, Peter Prefido, 2005[3]
- Tabla and Strings: Song of Nature mit Charlie Mariano, Fjoralba Turku, Bernd Hess, Tobias Ott, 2008
- Rosebud Plays the Music of Newport mit Beate Sampson, Till Martin, Johannes Herrlich, 2009
- Goodman Bordenave Quintett Inverted Forest, mit Matthieu Bordenave, Gerhard Gschlößl, Andreas Kurz, Bastian Jütte, 2015
- The Opposite of What, mit Rudi Mahall, Matthieu Bordenave, Andreas Kurz, Bill Elgart, 2019
- Geoff Goodmann Crisscross’s Trio The Road Taken, mit Matthieu Bordenave, Bastian Jütte, 2022[4]

## Lexikalische Einträge
- Jürgen Wölfer: Jazz in Deutschland. Das Lexikon. Alle Musiker und Plattenfirmen von 1920 bis heute. Hannibal, Höfen 2008, ISBN 978-3-85445-274-4.

## Auszeichnungen
- 2011 Förderpreis Musik der Landeshauptstadt München[5]